# Tithorea gilberti
Tithorea gilberti är en fjärilsart som beskrevs av Brown 1977. Tithorea gilberti ingår i släktet Tithorea och familjen praktfjärilar. Inga underarter finns listade i Catalogue of Life.